# Віа Нова

Римські дороги на території Піренейського півострова

41°47′12″ пн. ш. 8°09′44″ зх. д. / 41.786797° пн. ш. 8.162235° зх. д.
Віа Нова (лат. Via Nova) — римська дорога на Іберійському півострові довжиною 210 миль (330 км), яка пов'язувала міста Бракара Августа (лат. Bracara Augusta, зараз Брага) до Астурика Августа (лат. Asturica Augusta, зараз Асторга).
Збудована в 79-80 рр н.е. за правління імператорів Веспасіана та Тита та відреставрована за правління імператора Максиміана.
Використовувалась в основному з комерційною метою.